# ペケ・フェルナンデス
ジェラール・"ペケ"・フェルナンデス・カステジャーノ（Gerard "Peque" Fernández Castellano、2002年10月4日 - ）は、スペイン・カタルーニャ州ルスピタレート・ダ・リュブラガート出身のサッカー選手。セビージャFC所属。ポジションはMF、FW。

## クラブ経歴
カタルーニャ州のルスピタレート・ダ・リュブラガートに生まれ、2014年にFCバルセロナのカンテラであるラ・マシアに入団した。2016-17シーズンから3シーズンの間古巣UEコルネジャに在籍していたが、2019-20シーズン開幕前にバルセロナへ復帰し、同時にバルセロナのBチームへ昇格した。
2022年7月7日、セグンダ・ディビシオンに所属していたラシン・サンタンデールへ移籍し、2年契約を結んだ。
2024年7月10日、セビージャFCに4年契約で移籍した。